# Мариха
Мариха (пол. Marycha, лит. Seina, біл. Марыха) — річка в Польщі, Литві та Білорусі. Довжина становить 80,8 км, площа басейну — 432,4 км². Ліва притока Чорної Ганчі (басейн річки Німан).
Витік річки знаходиться в Польщі, поблизу міста Пунськ. Протікає через місто Сейни. Піднімається на висоту близько 160 метрів над рівнем моря.